# Nausicaa.net
Nausicaa.net — англоязычный веб-сайт, созданный в 1996 году и посвящённый деятельности Хаяо Миядзаки, Исао Такахаты, студии «Гибли», и связанными с ними темами. Сайт назван в честь одного из фильмов Миядзаки, «Навсикая из Долины Ветров».
Первоначально сайт под названием Miyazaki Web был создан в 1994 году как tcp.com, прежде чем переехал на нынешний хост в 1996 году. В настоящее время сайт поддерживает группа добровольцев, команда Ghiblink, которая была сформирована в 1996 году. В качестве основного источника информации на сайте используются материалы новостей студии «Гибли» и информация на Anime News Network
Сайт был взломан в октябре 1998 года и затем восстановлен, после чего возобновил работу в начале 1999 года благодаря усилиям многих пользователей сайта, а также резервным копиям, найденным в кэшах Google.

## Награды и признание
В 1999 году Syfy Universal назвал Nausicaa.net «сайтом недели», заявив, что это «невероятно всеобъемлющий», «хорошо организованный» сайт, и что «нет лучшего ресурса в интернете, связанного с фильмографией Миядзаки».
Нил Гейман, который писал сценарий английского дубляжа для фильма «Принцесса Мононоке», заявил, что он использовал Nausicaa.net, когда начал работу, и что информация на сайте была «чрезвычайно полезной».
В январе 2007 года сайт Intute назвал Nausicaa.net одним из лучших в сети в категории искусств и гуманитарных наук.